# Sliema
Sliema (em maltês:  Tas-Sliema, pronúncia maltesa: [tas.ˈslɪː.ma]) é uma cidade localizada na costa nordeste de Malta, no Distrito do Porto do Norte. É uma importante área residencial e comercial e um centro de compras, bares, restaurantes e cafés. É também a cidade mais densamente povoada da ilha. O seu nome tem a mesma origem que Shalom e Salaam, palavras em línguas semíticas que significam "paz". and was used to salute someone.
Ao longo da costa há um calçadão conhecido como Sliema Front, que se tornou o local ideal para corredores e caminhantes, bem como um ponto de encontro prolífico para os habitantes locais durante a temporada de verão. Românticos passeios lunares, churrascos e restaurantes e cafés ao ar livre fizeram de Sliema o centro da vida noturna social. Sliema também é conhecida por suas inúmeras praias rochosas, esportes aquáticos e hotéis.
Sliema, que significa 'paz, conforto', já foi uma pacata vila de pescadores na península do outro lado do porto de Marsamxett de Valeta e tem vista para a capital. A população começou a crescer em 1853 e a cidade foi declarada paróquia em 1878. Agora Sliema e o litoral até a vizinha St. Julian's constituem a principal estância costeira de Malta.
Sliema é considerado um lugar desejável para se viver e é relativamente rico, com preços de imóveis extremamente altos em comparação com a média nacional. Historicamente, vilas elegantes e casas tradicionais maltesas se alinhavam nas ruas de Sliema. Sliema agora está cercada de modernos blocos de apartamentos, alguns dos quais estão entre os edifícios mais altos de Malta. Isso resultou em problemas significativos de poluição sonora relacionada ao tráfego, estacionamento e construção.
Os moradores de Sliema são conhecidos estereotipicamente pelo uso do inglês como primeira língua, embora isso esteja mudando no século 21 devido a mudanças demográficas. O povo maltês de Sliema é conhecido como Slimiżi.
Sliema foi duramente atingida por raides aéreos durante o Cerco de Malta na Segunda Guerra Mundial.